# Elefantens vuggevise
Elefantens vuggevise er en dansk børnesang fra 1948 med tekst af Harald H. Lund og med melodi af Mogens Jermiin Nissen.
Sangen regnes som én af de mest elskede vuggeviser i Danmark og er fortsat populær i mange hjem.

## Om vuggevisen
Der er for få eller ingen kildehenvisninger i dette afsnit, hvilket er et problem. Du kan hjælpe ved at angive troværdige kilder til de påstande, som fremføres.

"Elefantens vuggevise" er en sang, der beskriver elefantmoderens putning og omsorg for sin unge. Moderen fortæller den lille elefant om dyrene i den omkringliggende jungle, hvoraf de fleste (tigeren og panteren undtaget) gør sig klar til at gå til ro. Analytikere tolker visen som en universel fortælling om almene aspekter i livet herunder familieforbindelser, kærlighed og omsorg, og almenheden gør at "Elefantens vuggevise" er oversat til flere sprog. Teksten akkompagneres af en melodi, der er blid og stille og forstærker følelsen af at høre en vuggevise.
Af politiske årsager valgte man i 1990 at ændre et ord i 2. vers fra 'niggerdreng' til 'kokosnød' og tilpasse den følgende linje efter ændringen. Siden dengang har adskillige danske sangere og musikere fortolket visen, bl.a. Kim Larsen, Sys Bjerre, Sigurd Barrett, Søs Fenger fl.